# Pycnocoma elua
Pycnocoma elua är en törelväxtart som beskrevs av J.Leonard. Pycnocoma elua ingår i släktet Pycnocoma och familjen törelväxter. Inga underarter finns listade i Catalogue of Life.